# Edward Quintal
Pour les articles homonymes, voir Quintal.
Edward Quintal, né en 1800 et mort le 8 septembre 1841, est le premier magistrat du territoire britannique d'outre-mer de l'île Pitcairn.

## Biographie
Edward Quintal est le fils de Matthew Quintal, le mutiné du HMS Bounty, et de Teraura, la compagne de Ned Young et future épouse de Thursday October Christian (en). L'aîné des Quintal est tué à coups de hache l'année précédant la naissance d'Edward.
Edward Quintal épouse Dinah Adams, la fille de John Adams et de Vahineatua, le 4 mars 1819.
Il est nommé ancien par Joshua Hill en 1833 et occupe le poste de magistrat de 1838 à 1839. Son demi-frère Arthur Quintal (en) lui succède. Il meurt sur l'île Pitcairn le 8 septembre 1841,